# 佛山世纪莲体育中心
佛山世纪莲体育中心（英語：Foshan Century Lotus Sports Center）是中国广东省佛山市的一个大型体育场馆，也是佛山新城的地标建筑之一，位于顺德区乐从镇东平河畔，总面积42公顷，总投资约9.59亿元人民币，由体育场、游泳跳水馆、网球场等场地组成，是佛山最大的体育场馆，为广东省第十二届运动会主场馆，亦承办2010年广州亚运会及中华人民共和国第十五届运动会部分赛事。

## 历史
佛山世纪莲体育中心（原名佛山市体育中心）是佛山市为承办广东省第十二届运动会而兴建，2003年7月展开规划与建筑设计方案国际竞赛，2003年10月，GMP建筑事务所设计的“世纪莲”方案中标，2004年3月22日奠基，2004年6月25日正式动工，2005年11月，体育场主体结构封顶。2006年8月中旬，世纪游泳跳水馆竣工，2006年9月底，体育中心全面竣工，2006年10月1日正式向市民开放，2006年10月8日，举行“海天之夜”——世纪莲体育中心落成庆典暨香港明星足球邀请赛。

## 建筑

### 体育场

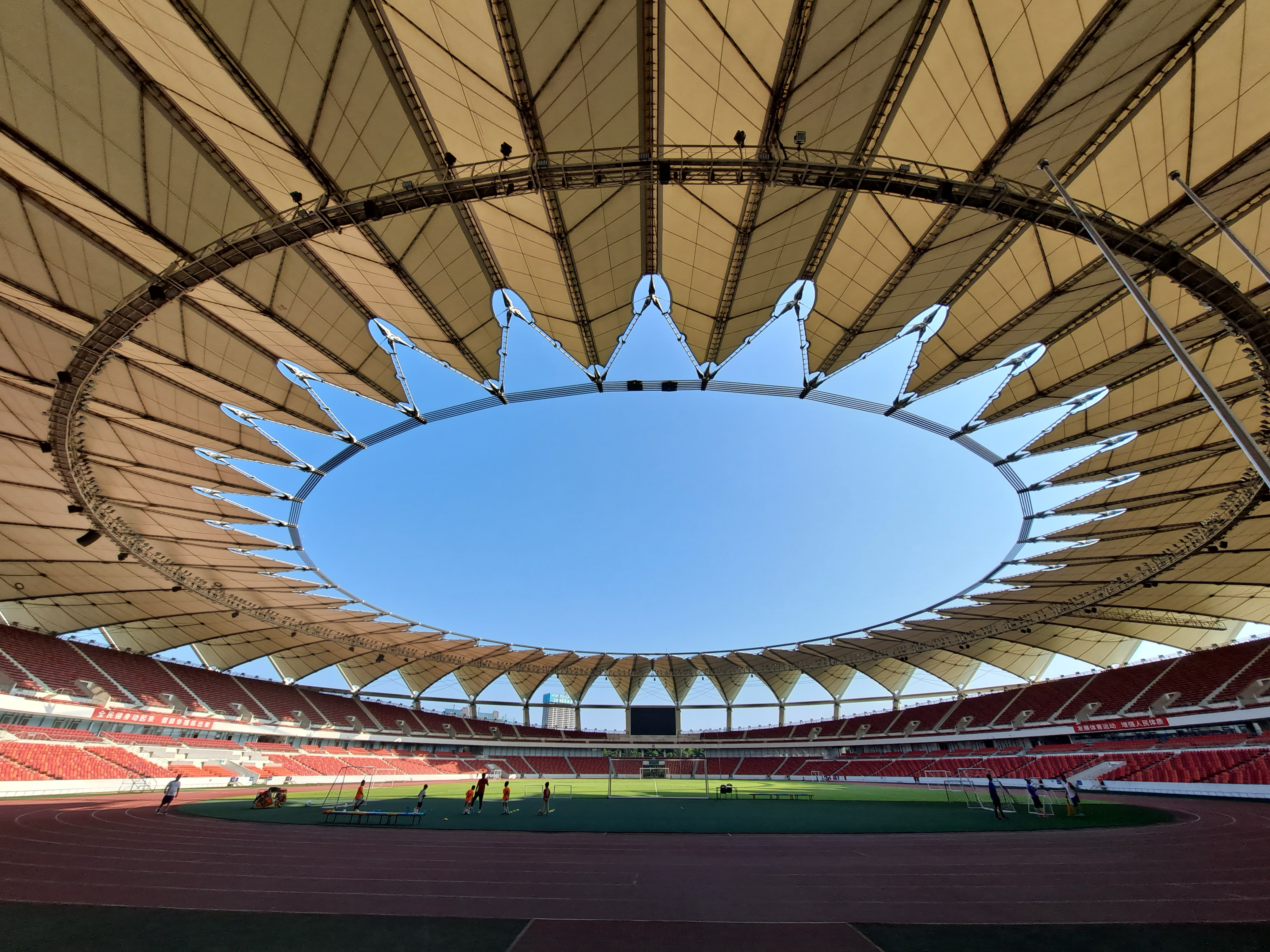
佛山世纪莲体育中心体育场内部

体育场是体育中心的主要建筑，造型宛如一朵有40片“花瓣”、盛开的白莲花，建筑面积78193平方米，高50米，主体建筑部分地上2层，地下2层，屋盖为大跨度钢结构和索膜结构，直径为310米。运动场呈现出东西看台高、南北看台低的马鞍型的空间形态，设有观众座位36,686个。场内有天然草坪标准足球场和一个400米的田径场地。体育场主要用于进行足球比赛，也用作举办演唱会等大型文艺活动。
省运会后，2007年10月21日，世纪莲体育场举办首场国际足球A级赛事，中国国家队在这里7比0狂扫缅甸队，获得2010年世界杯外围赛的开门红。2007年和2008年，世纪莲体育场是广东日之泉征战中国足球乙级联赛的主场。此外在2010年，由于越秀山体育场翻修，中甲联赛球队广州恒大也曾经借用这块场地。7月21日，体育场见证广州恒大10比0击败南京有有的中国职业联赛最大分差纪录。2012年，广东青年队借用此球场参加中乙联赛。2013年8月之后，广东日之泉再次将主场移至世纪莲体育场，以征战2013年中国足球甲级联赛。

### 游泳跳水馆
游泳跳水馆建筑面积31,052平方米，长220米，宽88.8米，高22米，内有观众座位2,767个。建筑结构为钢结构配以玻璃幕墙和索膜屋面。游泳跳水馆分为地下三层，地上一层，内设达到国际标准的跳水池、比赛池及训练池，配备臭氧水处理技术净化水质。该馆曾作为2010年广州亚运会花样游泳比赛场地。

### 网球场
球场总面积7500平方米，建筑面积2500平方米，场内共设8片球场（6片室外场、2片室内场），可容纳800多名观众观赛，为中国网球巡回赛·佛山站的主要举办场地。

## 交通
- 广佛地铁世纪莲站